# Nguồn nhân lực y tế
Nguồn nhân lực y tế (Health human resources: HHR) -  còn được biết là nguồn nhân lực chăm sóc sức khỏe (human resources for health: HRH) hoặc lực lượng lao động chăm sóc sức khỏe (health workforce), được định nghĩa là "tất cả những người tham gia vào các hành động có mục đích chính là nâng cao sức khỏe", theo Báo cáo Sức khỏe Thế giới của Tổ chức Y tế Thế giới năm 2006. Nguồn nhân lực y tế được xác định là một trong những trụ cốt chính của một hệ thống y tế. Họ bao gồm các bác sĩ, điều dưỡng viên, nữ hộ sinh,nha sĩ, dược sỹ, những người khác làm việc trong ngành y tế, nhân viên y tế cộng đồng, nhân viên y tế xã hội và các nhà cung cấp dịch vụ chăm sóc sức khỏe khác, cũng như nhân viên hỗ trợ và quản lý sức khỏe– những người không cung cấp dịch vụ y tế trực tiếp, nhưng rất cần thiết để hệ thống y tế hoạt động hiệu quả, bao gồm cả quản lý dịch vụ y tế, kỹ thuật viên hồ sơ y tế và thông tin sức khỏe, nhà kinh tế học sức khỏe, quản lý chuỗi cung ứng sức khỏe, thư ký y khoa và những người khác.
Lĩnh vực nguồn nhân lực y tế giải quyết các vấn đề như lập kế hoạch, phát triển, thực hiện, quản lý, lưu giữ, thông tin và nghiên cứu về nguồn nhân lực cho ngành y tế. Trong những năm gần đây, nâng cao nhận thức về vai trò quan trọng của HRH trong việc tăng cường hiệu suất hệ thống y tế và cải thiện sức khỏe đã đưa nhân lực chăm sóc sức khỏe lên chương trình nghị sự y tế toàn cầu..

## Tình hình toàn cầu

Các quốc gia được xác định thiếu hụt nghiêm trọng nguồn nhân lực y tế

Tổ chức Y tế Thế giới (WHO) ước tính thiếu gần 4,3 triệu bác sĩ, nữ hộ sinh, y tá và nhân viên hỗ trợ chăm sóc sức khỏe trên toàn thế giới. Tình trạng thiếu hụt nghiêm trọng nhất ở 57 nước nghèo nhất, đặc biệt là ở châu Phi cận Sahara. Tình hình đã được tuyên bố vào Ngày Sức khỏe Thế giới năm 2006 như là một như một "khủng hoảng lực lượng lao động sức khỏe " – kết quả của nhiều thập kỷ đầu tư kém trong giáo dục nhân viên y tế, đào tạo, tiền lương, môi trường làm việc và quản lý.
Tình trạng thiếu kỹ năng cho nhân viên y tế cũng được báo cáo ở nhiều lĩnh vực chăm sóc cụ thể. Ví dụ, có sự thiếu hụt ước tính 1,18 triệu chuyên gia về sức khỏe tâm thần, bao gồm 55.000 bác sĩ tâm thần, 628.000 y tá trong môi trường chăm sóc sức khỏe tâm thần và 493.000 chăm sóc tâm lý xã hội để điều trị rối loạn tâm thần ở 144 quốc gia có thu nhập thấp và trung bình. tình trạng Tình trạng thiếu nhân lực có tay nghề cao ở nhiều nước đang phát triển vẫn là rào cản quan trọng để cải thiện sức khỏe bà mẹ. Nhiều quốc gia, bao gồm cả nước phát triển và đang phát triển, báo cáo về sự phân bố nguồn nhân lực y tế lành nghề cho thấy tình trạng thiếu hụt ở các vùng nông thôn và không được chăm sóc y tế.
Cập nhật thống kê thường xuyên về tình hình lực lượng lao động y tế toàn cầu được đối chiếu trong Đài quan sát y tế toàn cầu (Global Health Observatory) thuộc Tổ chức Y tế thế giới. Tuy nhiên, cơ sở bằng chứng vẫn còn bị phân mảnh và không đầy đủ, phần lớn liên quan đến những yếu kém trong hệ thống thông tin nguồn nhân lực cơ bản (HRIS) ở các quốc gia.
Để học hỏi những phương pháp tốt nhất trong việc giải quyết các thách thức về lực lượng lao động và tăng cường cơ sở bằng chứng, ngày càng nhiều học viên HHR trên khắp thế giới đang tập trung vào các vấn đề như vận động, giám sát và thực hành hợp tác HHR. Một số ví dụ về quan hệ đối tác HRH toàn cầu bao gồm:
- Health Workforce Information Reference Group (HIRG)
- Global Health Workforce Network